# Asura pseudaurora
Asura pseudaurora là một loài bướm đêm thuộc phân họ Arctiinae, họ Erebidae.